# بيلي كروس (موسيقي)
بيلي كروس (بالإنجليزية: Billy Cross)‏ هو موسيقي أمريكي، ولد في 15 يوليو 1946 في مانهاتن في الولايات المتحدة.

## وصلات خارجية
- بيلي كروس على موقع IMDb (الإنجليزية)
- بيلي كروس على موقع ميوزك برينز (الإنجليزية)
- بيلي كروس على موقع أول ميوزيك (الإنجليزية)
- بيلي كروس على موقع ديسكوغز (الإنجليزية)